# Gary Manly
Gary Manly (26 de diciembre de 1951) es un deportista australiano que compitió en judo. Ganó tres medallas en el Campeonato de Oceanía de Judo entre los años 1973 y 1977.

## Palmarés internacional
| Campeonato de Oceanía | Campeonato de Oceanía        | Campeonato de Oceanía | Campeonato de Oceanía |
| Año                   | Lugar                        | Medalla               | Categoría             |
| --------------------- | ---------------------------- | --------------------- | --------------------- |
| 1973                  | Sídney (Australia)           | Medalla de bronce     | –70 kg                |
| 1975                  | Christchurch (Nueva Zelanda) | Medalla de plata      | –70 kg                |
| 1977                  | Melbourne (Australia)        | Medalla de oro        | –78 kg                |